# Delta (film 2008)
Delta è un film del 2008 diretto da Kornél Mundruczó.
È stato presentato in concorso al 61º Festival di Cannes.